# Мари-Возжай
Мари-Возжай — деревня в Граховском районе Удмуртии, входит в состав Новогорского сельского поселения.

## Географическое положение
Деревня расположена на реке Ерыкса, в 8 км от центра сельского поселения — села Новогорское и 9 км от районного центра — села Грахово.

## История
По итогам десятой ревизии в 1859 году в 40 дворах казённой деревни Возжай Ахмашной (Возжай Черемиский) при речке Ерыксе проживало 269 жителей, работала водяная мельница.
До 1921 года деревня входила в состав Граховской волости Елабужского уезда Вятской губернии, в 1921 году образована Вотская АО и деревня вместе с Граховской волостью отошла в состав Можгинского уезда. В 1924 году, при укрупнении сельсоветов, деревня вошла в состав Верхнеигринского сельсовета. Но уже в следующем 1925 году Верхнеигринский сельсовет разукрупнён и образован Каменский сельсовет, в состав которого отошла деревня. Решением Граховского райисполкома от 14 января 1932 года Каменский сельсовет упразднён. С 1932 по 1959 годы в деревне располагался административный центр Мари-Возжайского сельсовета, в его состав входили деревни: Мари-Возжай, Большая Ерыкса, Иж-Бобья, Кряшен-Тыловай, Тайшинер, Новая Полянка и Верхний Выселок. В 1959 году Мари-Возжайский сельсовет был ликвидирован и деревня присоединена к Новогорскому сельсовету.
22 июня 2002 года в деревне отмечалось 420-летие, «дата основания села» была назначена волевым решением местной администрации, реальных документов подтверждающих выбор даты не существует. В 2004 году Новогорский сельсовет, в состав которого входит деревня, преобразован в Новогорское сельское поселение.

## Объекты социальной сферы
- МОУ «Мари—Возжайская средняя общеобразовательная школа» — в 2003 году, 19 учителей и 94 ученика[6]
- Мари-Возжайский фельдшерско-акушерский пункт
- Мари-Возжайский филиал центральной библиотечной системы
- МДОУ Мари-Возжайский детский сад
- Мари-Возжайский сельский дом культуры

## Улицы
- улица Бельского
- улица Кооперативная
- Северный переулок
- улица Советская
- улица Школьная

## Люди, связанные с деревней
- Бельский, Пётр Ильич — полный кавалер ордена Славы, родился в Мари-Возжай
- Халитова Прасковья Семеновна - кавалер ордена "Знак Почета"